# Una pallottola spuntata 2½ - L'odore della paura
Una pallottola spuntata 2½ - L'odore della paura (The Naked Gun 2½: The Smell of Fear) è un film comico statunitense del 1991 diretto da David Zucker, sequel di Una pallottola spuntata. Gli attori principali sono Leslie Nielsen, Priscilla Presley, George Kennedy e Robert Goulet.

## Trama
Frank Drebin è ricevuto con onore alla Casa Bianca, dove il presidente George Bush annuncia che baserà la sua raccomandazione per il programma energetico del paese sul consiglio del dottor Albert Meinheimer, che sarà rivelato durante il discorso del dottore alla cena del National Press Club la settimana successiva. I responsabili delle industrie del carbone e del petrolio e del nucleare sono angosciati da questo fatto, poiché il dottor Meinheimer è un sostenitore delle energie rinnovabili. Jane Spencer, ora separata da Frank e che lavora per il dottor Meinheimer, sta lavorando fino a tardi all'istituto di ricerca di Meinheimer quando vede un uomo che se ne va in un furgone. Un addetto alla manutenzione scopre un orologio con della dinamite attaccata e lo porta alle guardie di sicurezza, che lo attivano accidentalmente.
La mattina dopo, Frank prova a riavvicinarsi a Jane mentre la intervista sull'esplosione. Viene mostrato in giro per l'istituto e incontra il fidanzato di Jane, Quentin Hapsburg, dirigente della Hexagon Oil, di cui diventa estremamente geloso. Il capo di Frank, Ed Hocken, trova lui e Jane in un solitario bar blues, dove Frank perde subito l'occasione di fare pace con lei. Nel frattempo, in una riunione dei leader dell'industria "dell'energia", Hapsburg rivela di aver rapito il dottor Meinheimer e di aver trovato un esatto doppio per lui, Earl Hacker, che sosterrà i combustibili fossili e nucleari alla cena del Press Club.
La squadra di polizia rintraccia l'autista del furgone, Hector Savage. Una volta scoperto che la polizia gli sta addosso, Savage si nasconde in una casa, chiedendo soldi e un'auto. Frank guida un carro armato SWAT dentro e attraverso la casa, permettendo inavvertitamente a Savage di scappare, e provoca più danni quando perde il controllo del carro armato e si schianta contro lo zoo cittadino, permettendo agli animali di scappare. A una festa quella sera, Frank nota che il dottor Meinheimer non lo ricorda all'istante, nonostante Jane gli abbia detto che Meinheimer aveva una memoria fotografica. Frank lo affronta nel suo appartamento dopo la festa, ma viene licenziato. Qualche istante dopo, Savage entra in casa e cerca di uccidere Jane. Frank si accorge di Savage e lo uccide ficcandogli in bocca una manichetta antincendio e aprendola al massimo. Jane si rende conto che Frank aveva ragione e i due riaccendono la loro storia d'amore.
Il giorno successivo, la squadra di polizia controlla il quartier generale della Hexagon Oil dove è detenuto il dottor Meinheimer. Frank cerca di entrare sotto copertura nell'edificio, ma invece viene scoperto e legato dagli scagnozzi di Hapsburg. Frank e il dottor Meinheimer vengono infine liberati e la squadra di polizia procede alla cena del club della stampa. Trovando la loro unica strada chiusa a chiave, Frank, Ed, Nordberg e il dottor Meinheimer requisiscono i costumi di una banda di mariachi e si dirigono all'interno, dove alla fine Hacker viene intercettato, permettendo a Meinheimer di pronunciare il suo discorso. Hapsburg fugge dalla cena e porta Jane con sé. Dopo una sparatoria sul tetto dell'edificio, Hapsburg informa Frank di aver truccato l'edificio con un piccolo ordigno nucleare che ucciderà tutti tranne lui e renderà inutile il discorso del dottor Meinheimer. Dopo un combattimento, Frank tenta di estorcere il codice di disarmo della bomba da Hapsburg, ma Ed entra e lancia Hapsburg da una finestra. Hapsburg colpisce una tenda da sole sottostante e riesce a raggiungere il marciapiede illeso, ma viene immediatamente ucciso da un leone fuggito dallo zoo.
Frank e Jane tentano di disarmare la bomba mentre Ed e Nordberg tornano nella sala da ballo per evacuare. Dopo diversi tentativi falliti, Frank riesce finalmente a disarmare la bomba all'ultimo secondo inciampando nel suo cavo di alimentazione, scollegandolo. Frank è elogiato dal Presidente, che gli offre un posto speciale come capo del Federal Bureau of Police Squad. Frank rifiuta, chiedendo invece a Jane di sposarlo, cosa che lei accetta.

## Accoglienza

### Incassi
Il film ha spodestato Robin Hood - Principe dei ladri dal primo posto al botteghino. Ha incassato $ 86,9 milioni negli Stati Uniti e in Canada e ha fatto anche meglio a livello internazionale, incassando $ 105 milioni per un totale mondiale di $ 192 milioni contro un budget dichiarato di $ 23 milioni. È stato il decimo film con le migliori prestazioni del 1991 negli Stati Uniti.

### Critica
Su Rotten Tomatoes, il film ha un indice di gradimento del 77% basato su 111 recensioni, con una valutazione media di 6.5 su 10. Il consenso critico del sito web recita: "Una pallottola spuntata 2½ - L'odore della paura regala qualche risata moderata, ma nel complesso le sue buffonate impallidiscono in confronto al suo predecessore da sbellicamento." Su Metacritic, il film ha un punteggio medio ponderato di 65 su 100, sulla base di 21 critici, indicando "recensioni generalmente favorevoli".

## Riconoscimenti
- 1992 - MTV Movie Awards
  - Nomination Miglior bacio a Leslie Nielsen e Priscilla Presley
- 1992 - ASCAP Award
  - Top Box Office Films a Ira Newborn
- 1991 - Golden Screen
  - Golden Screen